# Sarcophage d'Amathus
Le sarcophage d'Amathus est un sarcophage chypriote qui a probablement abrité un roi de l'antique cité-état d'Amathus.
Ses côtés montrent des scènes de procession et caractérisent les styles chypriote, grec et proche-oriental du milieu du Ve siècle av. J.-C..
Le sarcophage a été mis au jour par Luigi Palma di Cesnola et est conservé au Metropolitan Museum of Art de New York.